# Muammer Güler

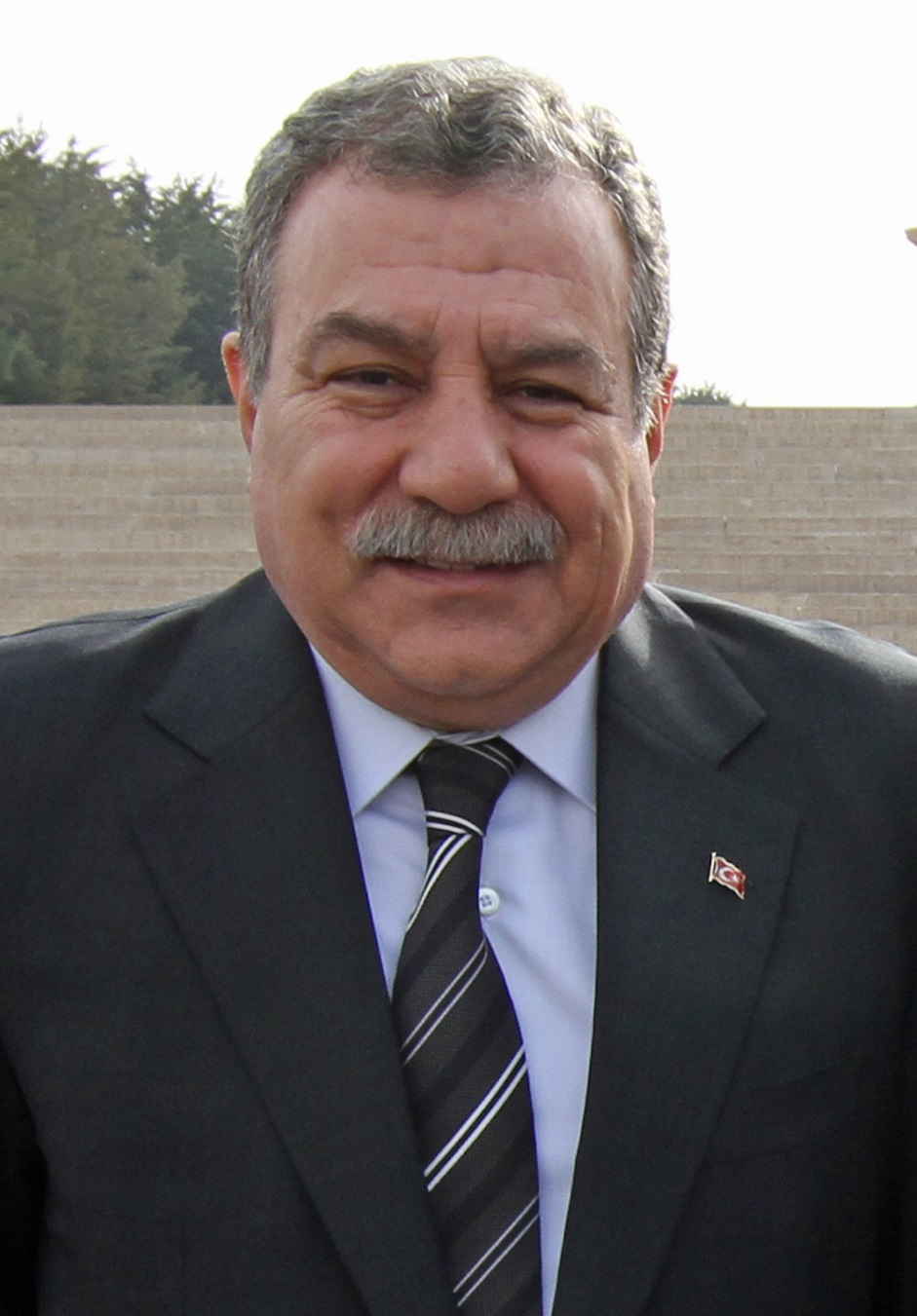
Muammer Güler (2013)

Muammer Güler (* 21. März 1949 in Mardin) ist ein türkischer Politiker der Partei für Gerechtigkeit und Aufschwung (AKP).

## Leben
Sein Vater war der Postdirektor Mahmut Muhtar Güler, seine Mutter hieß Latife Güler. Güler war der zweitälteste von sechs Brüdern und zwei Schwestern. Die Familie verließ Mardin, als er fünf Jahre alt war. Muammer Güler absolvierte im Jahr 1972 ein Studium der Rechtswissenschaften an der Universität Ankara. Muammer Güler war stellvertretender Kaymakam in Çal, Kaymakam in Pehlivanköy und Horasan. Ab 1982 arbeitete er in verschiedenen Funktionen im Innenministerium. Später war er Gouverneur in Niğde, Kayseri, Gaziantep und Samsun. Im Jahr 2003 war er Gouverneur von Istanbul. Güler wurde 2011 als Abgeordneter für Mardin für die regierende AKP in die Große Türkische Nationalversammlung gewählt. Vom 25. Januar 2013 bis Dezember 2013 war Güler als Nachfolger von İdris Naim Şahin Innenminister der Türkei im Regierungskabinett Erdogan III. Er trat infolge des Korruptionsskandals im Jahr 2013 von seinem Amt als Innenminister zurück.
Güler ist verheiratet und Vater von zwei Kindern.